# Cotter (Arkansas)
Cotter è un comune degli Stati Uniti d'America situata nello Stato dell'Arkansas, nella Contea di Baxter.